# Route nationale 7 (Inde)
Pour les articles homonymes, voir Route nationale 7.
La route nationale 7 (en anglais : National highway 7) relie Fazilka (Pendjab) à Mana (Uttarakhand) en Inde. 
La NH 7 traverse les États du Pendjab, de l'Haryana, de l'Himachal Pradesh et de l'Uttarakhand.

## Description
Le NH-7 (ancienne NH-58) relie les centres de pèlerinage hindous de Rishikesh, Devprayag, Rudraprayag, Karnaprayag, Chamoli, Joshimath et Badrinath, Dehradun et Chandigarh. 
Les pèlerins se rendant à Sri Hemkunt Sahib font un détour par Govindghat qui se trouve sur la NH-7 entre Joshimath et Badrinath.